# Ōza 1982
L'Ōza 1982 è stata la trentesima edizione del torneo goistico giapponese Ōza.

## Svolgimento

### Fase preliminare
La fase preliminare serve a determinare chi accede al torneo per la selezione dello sfidante. Consiste in una serie di tornei preliminari iniziali, i cui vincitori si qualificano al torneo per la determinazione dello sfidante.
- W indica vittoria col bianco
- B indica vittoria col nero
- X indica la sconfitta
- +R indica che la partita si è conclusa per abbandono
- +N indica lo scarto dei punti a fine partita
- +F indica la vittoria per forfeit
- +T indica la vittoria per timeout
- +? indica una vittoria con scarto sconosciuto
- V indica una vittoria in cui non si conosce scarto e colore del giocatore

|  | Primo turno       | Primo turno       | Primo turno |  |  | Secondo turno     | Secondo turno     | Secondo turno |       |              | Semifinali   | Semifinali | Semifinali |  |  | Finale | Finale | Finale |
|  |                   |                   |             |  |  |                   |                   |               |       |              |              |            |            |  |  |        |        |        |
|  | Masaki Takemiya   | Masaki Takemiya   | W+R         |  |  |                   |                   |               |       |              |              |            |            |  |  |        |        |        |
|  | Eio Sakata        | Eio Sakata        |             |  |  | Masaki Takemiya   | Masaki Takemiya   |               |       |              |              |            |            |  |  |        |        |        |
|  | Ō Rissei          | Ō Rissei          | V           |  |  | Ō Rissei          | Ō Rissei          | B+2,5         |       |              |              |            |            |  |  |        |        |        |
|  | Hideyuki Fujisawa | Hideyuki Fujisawa |             |  |  |                   |                   |               |       | Ō Rissei     | Ō Rissei     | B+0,5      |            |  |  |        |        |        |
|  | Hiroshi Yamashiro | Hiroshi Yamashiro | W+R         |  |  |                   | Hideo Otake       | Hideo Otake   |       |              |              |            |            |  |  |        |        |        |
|  | Kunio Hisajima    | Kunio Hisajima    |             |  |  | Hiroshi Yamashiro | Hiroshi Yamashiro |               |       |              |              |            |            |  |  |        |        |        |
|  | Hiroshi Hayase    | Hiroshi Hayase    |             |  |  | Hideo Otake       | Hideo Otake       | W+R           |       |              |              |            |            |  |  |        |        |        |
|  | Hideo Otake       | Hideo Otake       | W+R         |  |  |                   |                   |               |       |              | Ō Rissei     | Ō Rissei   |            |  |  |        |        |        |
|  | Utaro Hashimoto   | Utaro Hashimoto   |             |  |  |                   | Masao Katō        | Masao Katō    | B+1,5 |              |              |            |            |  |  |        |        |        |
|  | Rin Kaiho         | Rin Kaiho         | W+7,5       |  |  | Rin Kaiho         | Rin Kaiho         |               |       |              |              |            |            |  |  |        |        |        |
|  | Akira Ishida      | Akira Ishida      | W+2,5       |  |  | Akira Ishida      | Akira Ishida      | W+2,5         |       |              |              |            |            |  |  |        |        |        |
|  | Cho Chikun        | Cho Chikun        |             |  |  |                   |                   |               |       | Akira Ishida | Akira Ishida |            |            |  |  |        |        |        |
|  | Ikuro Ishigure    | Ikuro Ishigure    |             |  |  |                   | Masao Katō        | Masao Katō    | B+R   |              |              |            |            |  |  |        |        |        |
|  | Yoshio Ishida     | Yoshio Ishida     | B+R         |  |  | Yoshio Ishida     | Yoshio Ishida     |               |       |              |              |            |            |  |  |        |        |        |
|  | Ryuzo Sakaguchi   | Ryuzo Sakaguchi   |             |  |  | Masao Katō        | Masao Katō        | B+R           |       |              |              |            |            |  |  |        |        |        |
|  | Masao Katō        | Masao Katō        | B+R         |  |  |                   |                   |               |       |              |              |            |            |  |  |        |        |        |

### Finale
La finale è una sfida al meglio delle tre partite.